# Dirce Reis
Dirce Reis là một đô thị ở bang São Paulo của Brasil. Đô thị này nằm ở vĩ độ 20º27'58" độ vĩ nam và kinh độ 50º36'22" độ vĩ tây, trên khu vực có độ cao 402 m. Dân số đô thị này theo ước tính năm 2008 là 1.582 người.
Đô thị này có diện tích 88,4 km².

## Thông tin nhân khẩu
Dữ liệu điều tra - 2007
Tổng dân số: 1.582
- Dân số thành thị: 1.052
- Dân số nông thôn: 530
- Nam giới: 824
- Nữ giới: 758

Mật độ dân số (người/km²): 18,36
Tỷ lệ tử vong trẻ sơ sinh dưới 1 tuổi (trên một triệu người): 18,64
Tuổi thọ bình quân (tuổi): 69,80
Tỷ lệ sinh (số trẻ trên mỗi bà mẹ): 2,33
Tỷ lệ biết đọc biết viết: 80,61%
Chỉ số phát triển con người (HDI-M): 0,737
- Chỉ số phát triển con người - Thu nhập: 0,648
- Chỉ số phát triển con người - Tuổi thọ: 0,747
- Chỉ số phát triển con người - Giáo dục: 0,815

(Nguồn: IPEADATA)

### Sông ngòi
- Sông São José dos Dourados
- Ribeirão Marimbondo

### Các xa lộ
- SP-463
- SP-563
- SP-320
- Vicinal Vitório Prandi